# Mona esquirol de dors vermell
La mona esquirol de dors vermell (Saimiri oerstedii) és una espècie de mico de la família dels cèbids que viu a la costa pacífica de Costa Rica i Panamà.

## Subespècies
- S. o. citrinellus
- S. o. oerstedii